# Lori Wanadzor
Lori Wanadzor (orm. „Լոռի“ Ֆուտբոլային Ակումբ Վանաձոր, "Lori" Futbolajin Akumby Wanadzor) – ormiański klub piłkarski z siedzibą w miejscowości Wanadzor.

## Historia
Chronologia nazw:
- 1936–1991: Lori Kirowakan (orm. «Լոռի» Կիրովական)
- 1992–2006: Lori Wanadzor (orm. «Լոռի» Վանաձոր)

Klub Piłkarski Lori Kirowakan został założony w mieście Kirowakan w 1936 roku. W 1950 zespół startował w rozgrywkach Pucharu ZSRR, a w 1960 debiutował w Klasie B, strefie 1 Mistrzostw ZSRR. W 1963 po reorganizacji systemu lig ZSRR klub spadł do Klasy B, strefy 1. W 1970 po kolejnej reorganizacji systemu lig ZSRR klub spadł do Klasy B, rosyjskiej strefy 2, podgrupy 2. Od 1971 występował w Drugiej Lidze, strefie 3. W 1974 zajął przedostatnie 19 miejsce i spadł do rozgrywek amatorskich. Dopiero w 1997 klub ponownie startował w Drugiej Lidze, strefie 9, w której występował do 1991.
Po uzyskaniu przez Armenię niepodległości w 1992 debiutował w najwyższej lidze Armenii jako Lori Wanadzor. W 1993 na rok spadł do Aradżin chumb po czym w 1994 powrócił do Bardsragujn chumb. powrót był nieudany i klub ponownie spadł do Aradżin chumb, występował do 2005. W latach 1997 oraz 2001-2002 grał w najwyższej lidze. W 2005 zajął 11 miejsce, a przed rozpoczęciem nowego sezonu klub został rozwiązany.

## Sukcesy
- Klasa B ZSRR, strefa 1: 5. miejsce (1960, 1961)
- Puchar ZSRR: 1/32 finału (1950)
- Mistrzostwo Armenii: 5. miejsce (2018/19)
- Puchar Armenii: finalista (2018/19)